# 新京成電鉄8800形電車
新京成電鉄8800形電車（しんけいせいでんてつ8800がたでんしゃ）は、1986年（昭和61年）に登場した新京成電鉄の通勤形電車。2025年の新京成電鉄の京成電鉄への吸収合併に伴い、同社に承継された。

## 概要
吊り掛け駆動車の置き換えと車両冷房化率の向上を目的として、8000形に代わるフルモデルチェンジ車として登場し、1991年（平成3年）まで増備された。新京成はもとより、関東地方の直流1,500 V鉄道路線での新規製造車両では初めてVVVFインバータ制御を採用した。形式は新京成で新造した800形と8000形の総集編として8800形とした。1両あたりの製造価格は約1億300万円である。
車両番号の付番方式は、京成津田沼（千葉中央）寄りから8801・8802…となり、第1編成は8801 - 8808、第2編成が8809 - 8816と連続して付番されている。編成は松戸寄りの先頭車の車両番号を用いて（6両化改造前の）「8808編成」などと呼称される。改造で登場した6両編成については後述する。
2025年4月1日付で新京成電鉄が京成電鉄に吸収合併されたのに伴い、京成電鉄に継承された。

## 車両概説

### 車体
8000形と同じ18 m級普通鋼製・両開き3ドア（窓配置は8000形と同じdD3D3D1）で、窓は一段下降式に変更された。正面形状は大型の窓ガラスを2枚配置し、中央に細いピラーを配した近代的なデザインとなった。
車体塗装は8000系の2代目塗装に準じたものとなったが、2007年10月に出場した8816（現・8805）編成はドア部分の帯を省略している。この省略は8804・8814編成を除く他編成にも普及した。また、8896（現・8815）編成はドア部は省略しているものの、乗務員室扉の帯は残されていたが、2014年6月に撤去された。コーポレートカラーを用いた新塗装は2014年8月29日に営業を開始した8816編成を皮切りに、2018年7月までに新塗装化が完了した。
また、2025年4月1日に京成電鉄へ吸収合併されたことに伴い、同年5月には8807編成が、京成電鉄の車両に準じたアクティブシルバーに、ヒューマンレッドとフューチャーブルーの帯を纏った塗色に変更されている

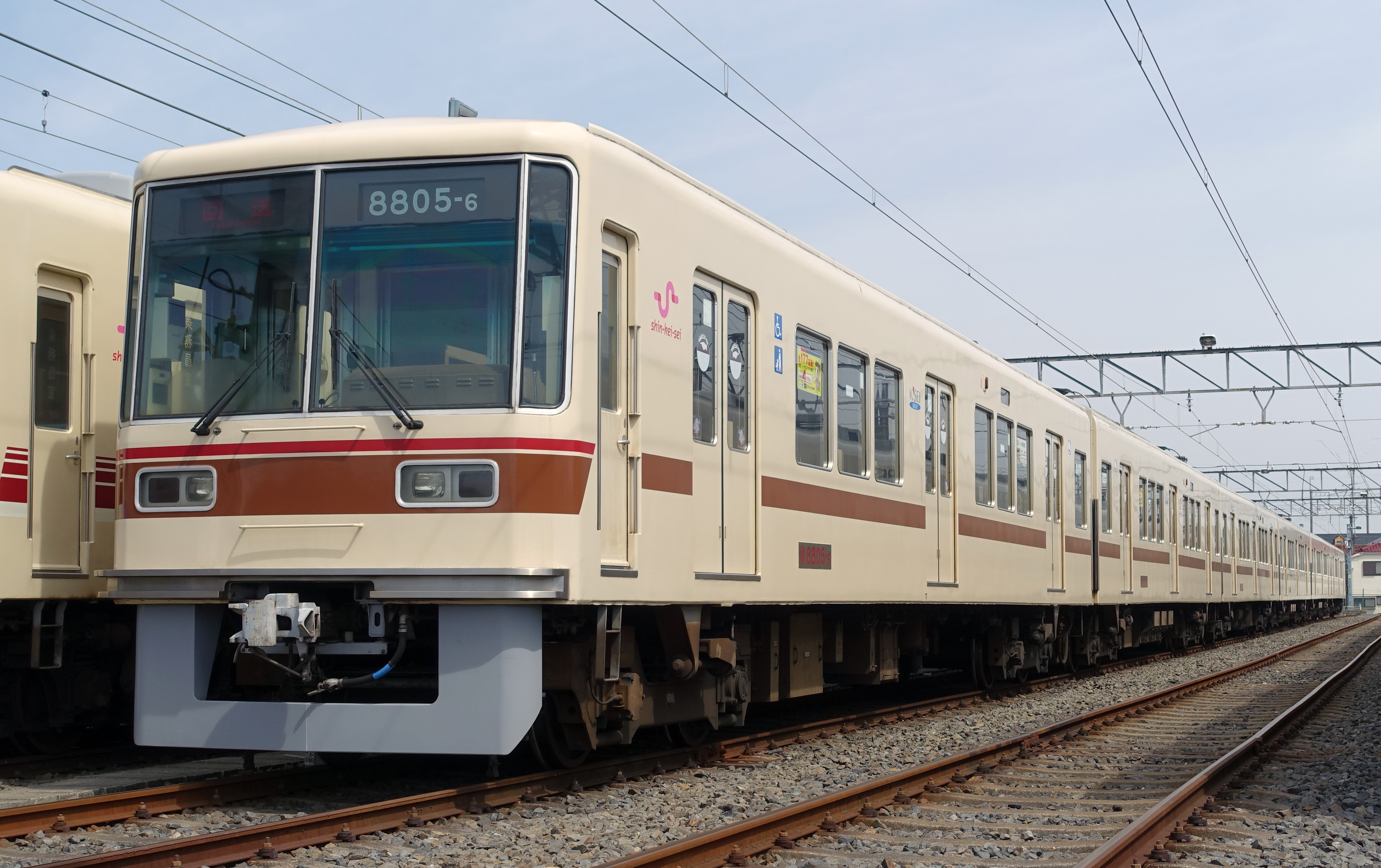
オリジナル塗装であるが、側扉の茶帯が省略された編成。
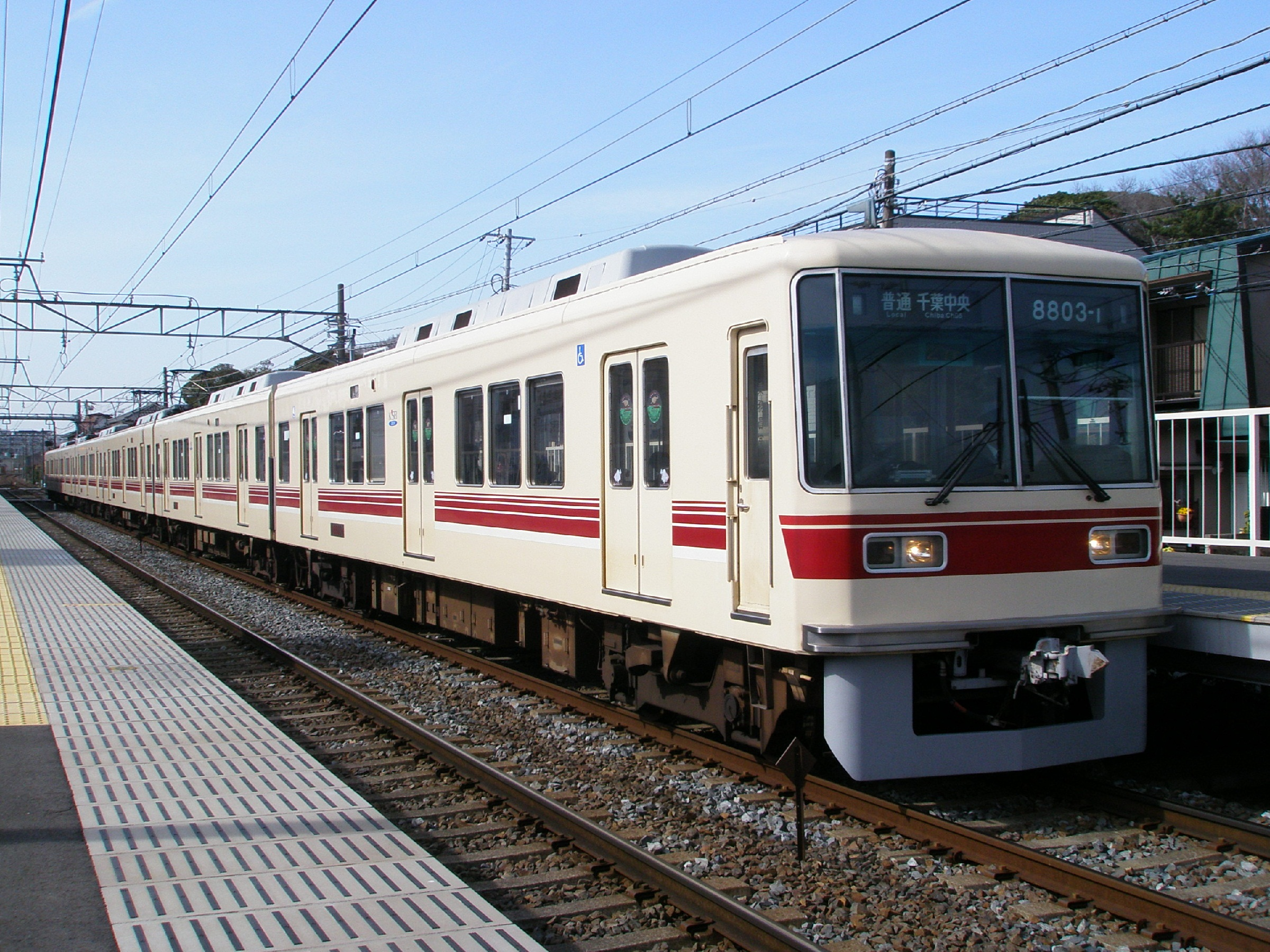
千葉線直通対応工事が行われた編成の塗装
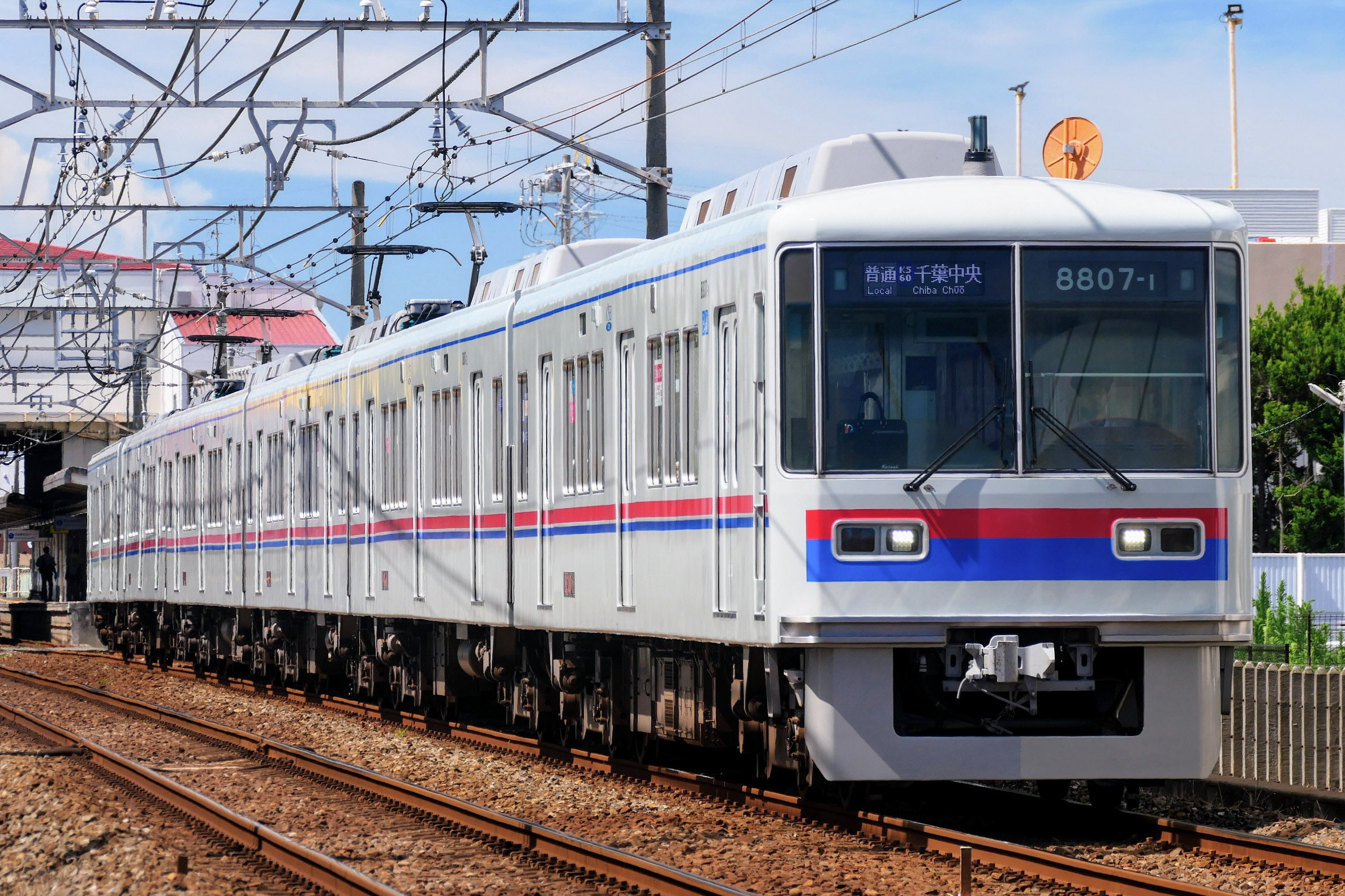
京成電鉄の車両に準じた塗装

### 内装
座席モケットは登場当初、一般席はオレンジ、優先席は灰色だったが後に交換され、一般席は薄紫、優先席は青系の柄入りに代わり、現在は一般席はワインレッド、優先席は青となっている。

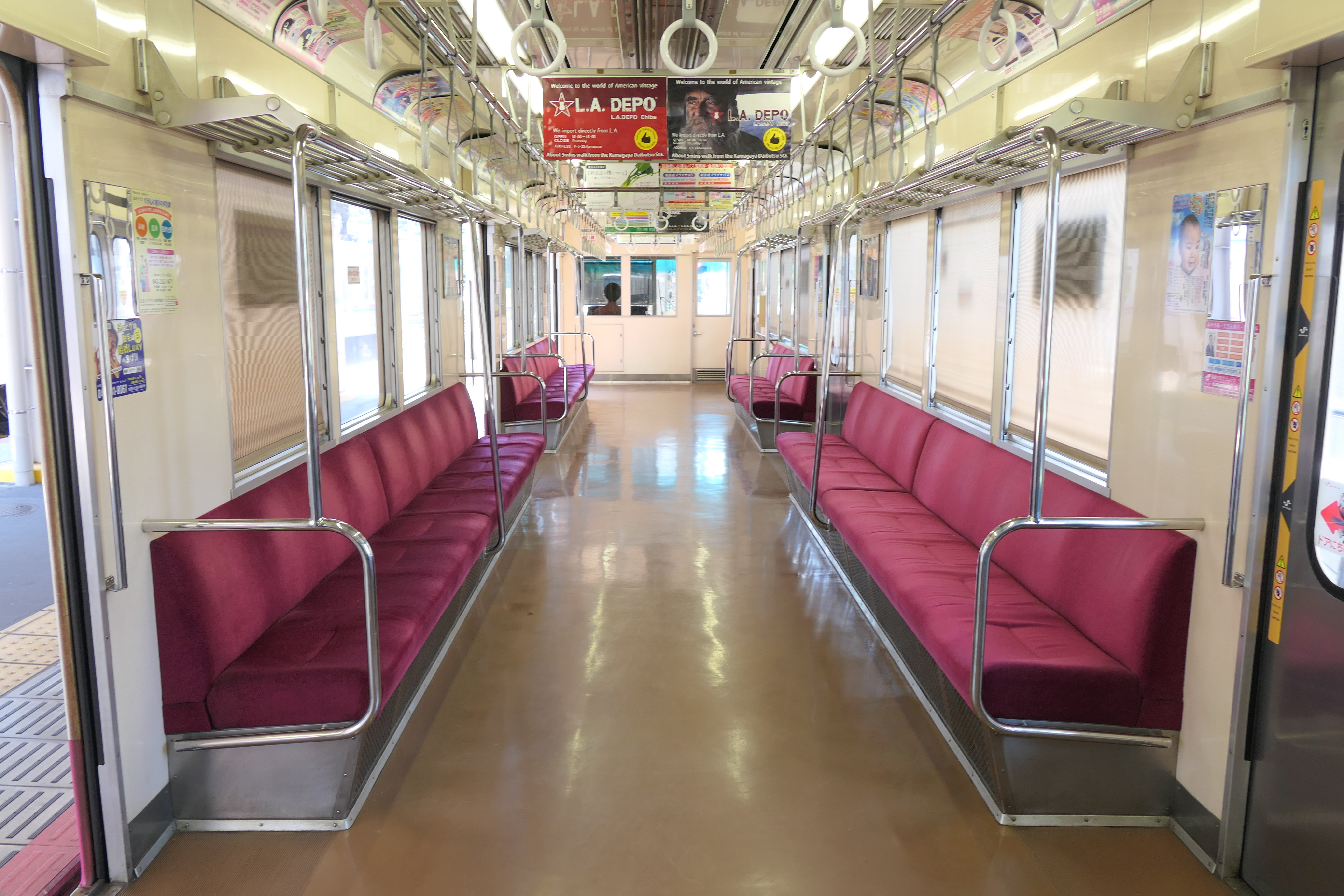
車内全景（2021年6月）
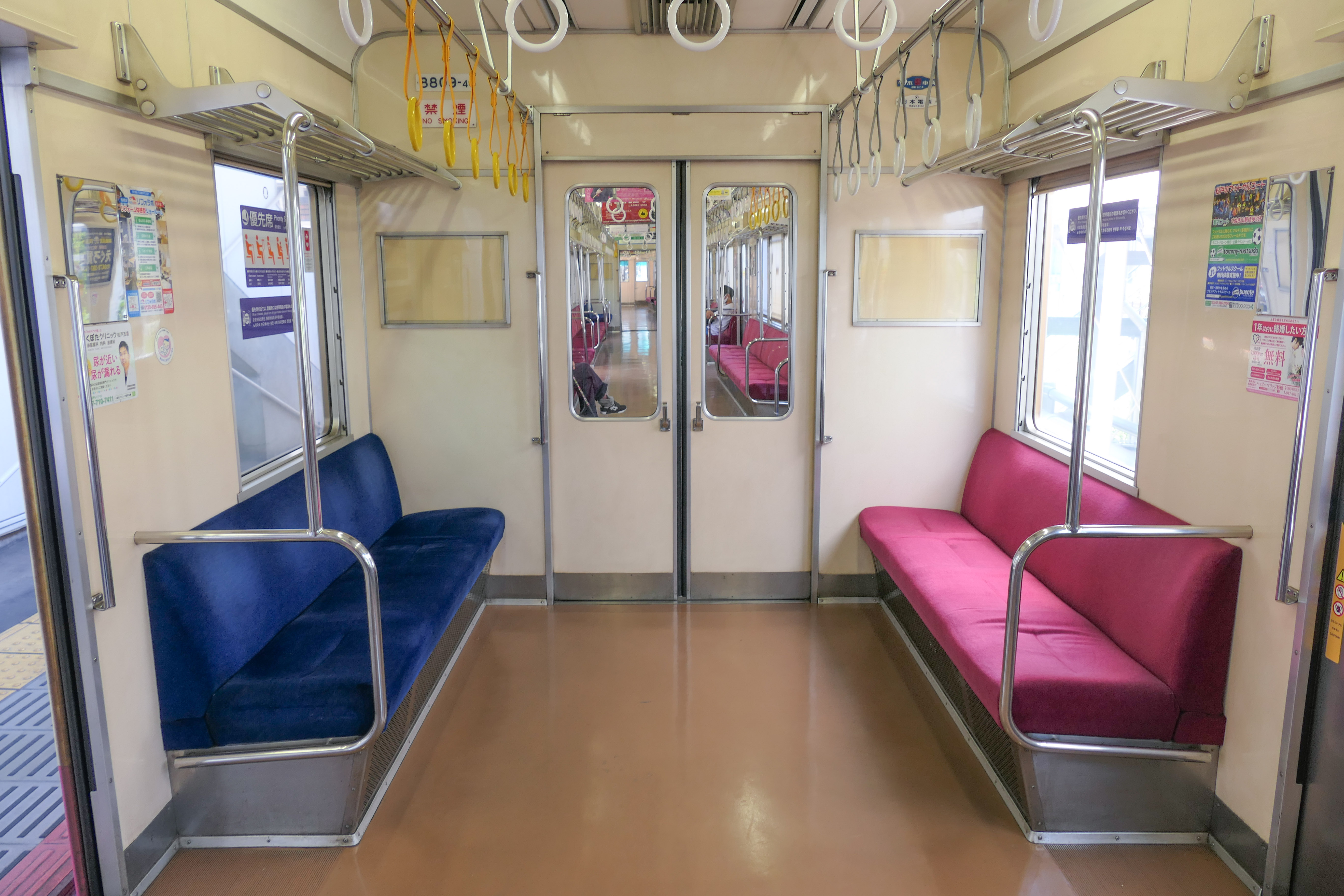
優先席（2021年6月）
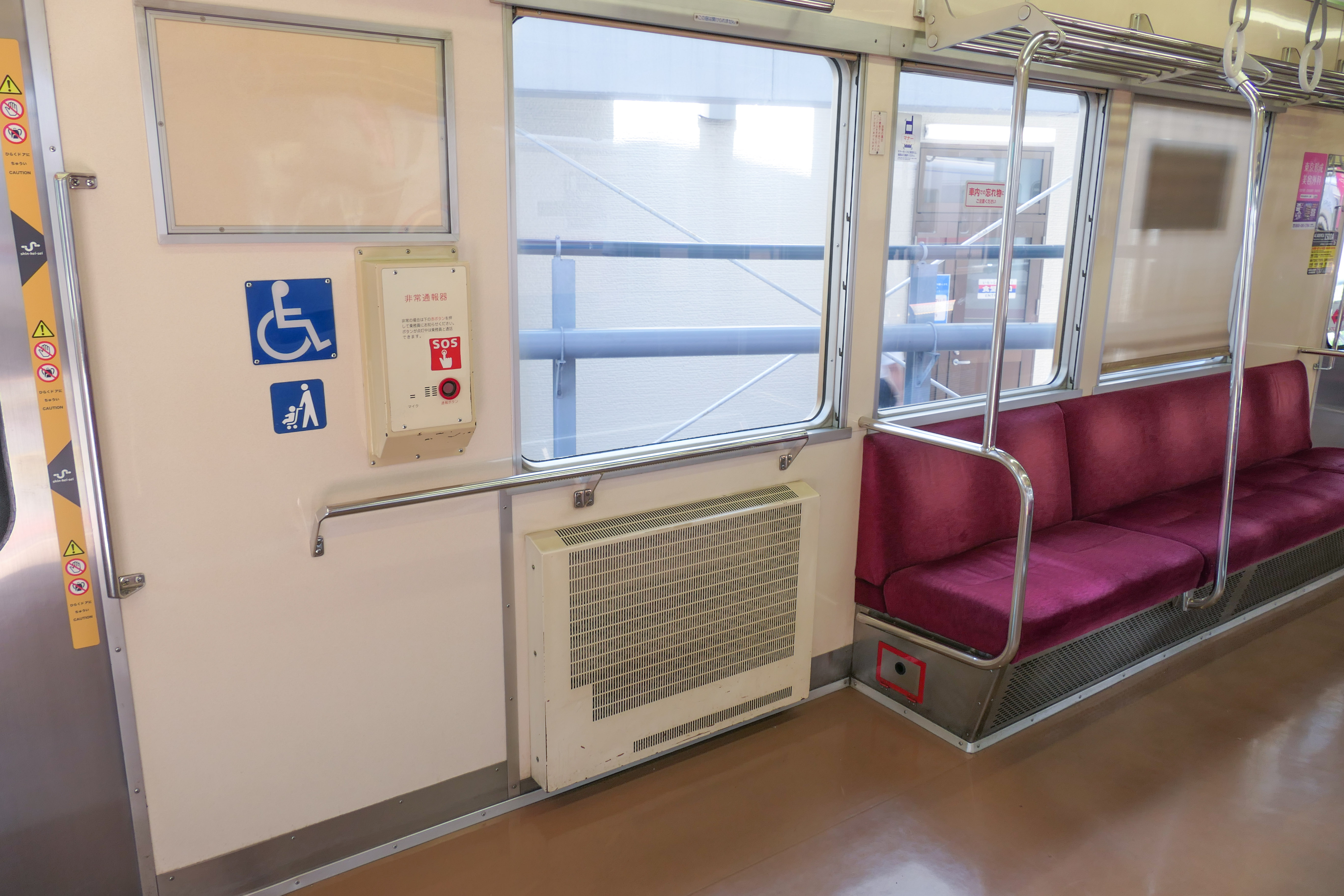
増設されたフリースペース（2021年6月）

### 機器類
制御装置は、三菱電機製GTOサイリスタ素子によるVVVFインバータ。パンタグラフ付き電動車には2基（MAP-148-15V06Aと06B）を含む、パンタグラフを持たない電動車には2基（MAP-148-15V06Cと06D）を含む、同じ電動車の2基1C2Mインバータを一体とし、4基（A・B・C・D）を合わせて「MAP-148-15V06」と呼ぶ。6両編成化に先立ち、隣接2両電動車の合計4基インバータで8基の電動機を制御で、だからこの装置分布が現れた。
主電動機は、三菱電機製かご形三相誘導電動機を採用（MB-5018-A、1時間定格出力135 kW）。ブレーキは新京成で初採用となる、回生ブレーキ併用電気指令式空気ブレーキを導入した。
台車は住友金属工業製ダイレクトマウント形空気ばね台車を採用し、電動車はFS514型およびFS514A型・付随車はFS014型およびFS014A型を名乗る。
冷房装置は三菱電機製CU-195A型集約分散式冷房装置（能力10,500 kcal/h（9.0 kW））を1両当たり3基搭載（1両31,500 kcal/h≒27.1 kW）。キセ（カバー）は3台連続型を採用した。冷風の撹拌としてラインデリア（横流ファン）を採用している。
登場当時は北総開発鉄道（現・北総鉄道）非乗り入れであったが、8832編成は誘導無線 (IR) アンテナの準備工事がなされ、8840編成から8880編成までの各編成は北総乗り入れ車となった。その後、北総乗り入れ廃止後は運転室内の切替スイッチ等の機器類は撤去されたが8000形と異なり車外のIRアンテナは新塗装になるまではそのまま残されていたが、旧塗装時代の8880（現・8813）編成は塗り屋根化と同時に撤去された。また8832（現・8807）編成も6両化改造後も準備工事のままだったが、その後撤去された。

## 改造
- 1999年（平成11年）以降、インバータ装置のゲート制御部の劣化のため、部品交換の際にプログラムの更新によりPGセンサレス（PGセンサとは速度検出器）ベクトル制御・純電気ブレーキを搭載した[8]。（小田急1000形電車と同等）。なお、後年のリニューアル時に機器更新により装置ごと換装されつつある。

- 2001年（平成13年）から8856編成（当時、現・8810編成）を皮切りにドアチャイムの設置、戸開き予告装置と転落防止幌や車椅子スペースが設置されている。

- 2001年（平成13年）ごろから全車の先頭車にスカートが取り付けられた。

- 自動車内放送は2009年4月1日より順次導入された。声優は日本語を三浦七緒子、英語をクリステル・チアリがそれぞれ担当している[9]。

- 2022年に80000形増備により1編成が運用を離脱した[10]。

### 6両編成化・京成線直通への対応工事
2006年4月時点では8両編成12本計96両の陣容であったが、空気圧縮機などの補機類を積んだ中間の2両（松戸寄りユニットのM2車とT2車）を抜き、補機類を制御車に移せば6両化できることもあり、8808・8848・8872編成について6両編成化改造工事を行われた。その後2011年に8816・8824・8832編成が、2012年に8840・8856・8864編成が、2013年に8880・8888・8896編成が6両編成化改造工事を行った。また、2006年度に改造を行った最初の4編成（8801〜8804編成）と8808・8811・8812・8813・8814・8816の各編成が京成電鉄への乗り入れ対応となり、側面の帯もN800形に準じ、8000形と同じ配色となった（2019年改造の8814編成、2020年改造の8813編成を除く）。
同時に誘導無線 (IR) アンテナと急行灯・運行番号表示器を設置した。2019年10月には8814編成が対応工事を追加施工され新塗装化では初めてのことである。8848・8864・8878・8880編成に関しては過去に北総線乗り入れ編成だったために無線自体は設置済みではあったものの、アンテナからの既存の配線を撤去して新たに妻面から車両床下部へ降りる形で配線し直している。車両番号は京成津田沼寄りから8801-1、8801-2、…のようにハイフン付きの番号に改番となり、8両編成と同様に松戸寄りの先頭車のハイフンを除いた車両番号を用いて呼称される。2014年2月中旬に（新）8816編成が出場したことにより全車6両編成になった。このうち8804編成は8801編成-8803編成から、8808編成は8805-8807編成から、8812編成は8809-8811編成から、8816編成は8813-8815から外された中間車を集めて日本電装による先頭車化改造工事を施工し、この先頭車に組み込む中間車は他の8800形と同型の圧縮機（C-2000L）及びN800形に準じた東芝製補助電源（IGBT素子静止形インバータ）・東洋電機製造製シングルアーム式パンタグラフが設置された。なお8816編成のみ空気圧縮機がN800形N828編成以降と同タイプの三菱電機製スクロール式MBUコンプレッサーが採用され、後に8802・8811・8815編成にも従来のレシプロ式から交換されたほか8803・8807・8814編成などにはクノールブレムゼ製のコンプレッサーに換装された。
京成乗り入れ対応車の方向幕は「千葉中央」・種別入りで行き先はローマ字併記の字幕に交換された。京成非乗り入れ車は交換されなかったが2013年8月に出場した8809編成は茶帯のままローマ字併記の字幕に交換された。同形態はこの編成が初めてであり、その後、非乗り入れ車の編成も全車両が交換された。
この他、6両編成化改造工事とは別枠で車内案内表示装置の取り付け改造が2006年11月の8864編成（現・8811編成）を皮切りに開始され、改造された車両にはN800形と同内容の案内表示装置が千鳥状に配置されているが、N800形は車両1両ごとに組み合わせが逆になっている（編成全体でも千鳥状）のに対して、8800形は同じ組み合わせ（編成全体では片側（松戸方面（末尾-6の車両）を先頭とした場合の左側、京成における海側）に偏る）となっている。装置がない側の鴨居部には戸開き予告装置が設置された（従来の「このドアが開きます」というものは撤去）。その後、多くの編成に同様の改造が進み、2015年3月に8814（旧・8888）編成の施工を最後に改造が完了した。
8802・8804編成は、改造終了後の数箇月間は京成線直通仕様でなく、その間側面帯が一本帯（茶帯）だった。後に直通仕様に改造され、N800形に準じた帯に変更された。改造されるまで8804編成は茶帯でシングルアーム式パンタグラフでありB編成では唯一だった。

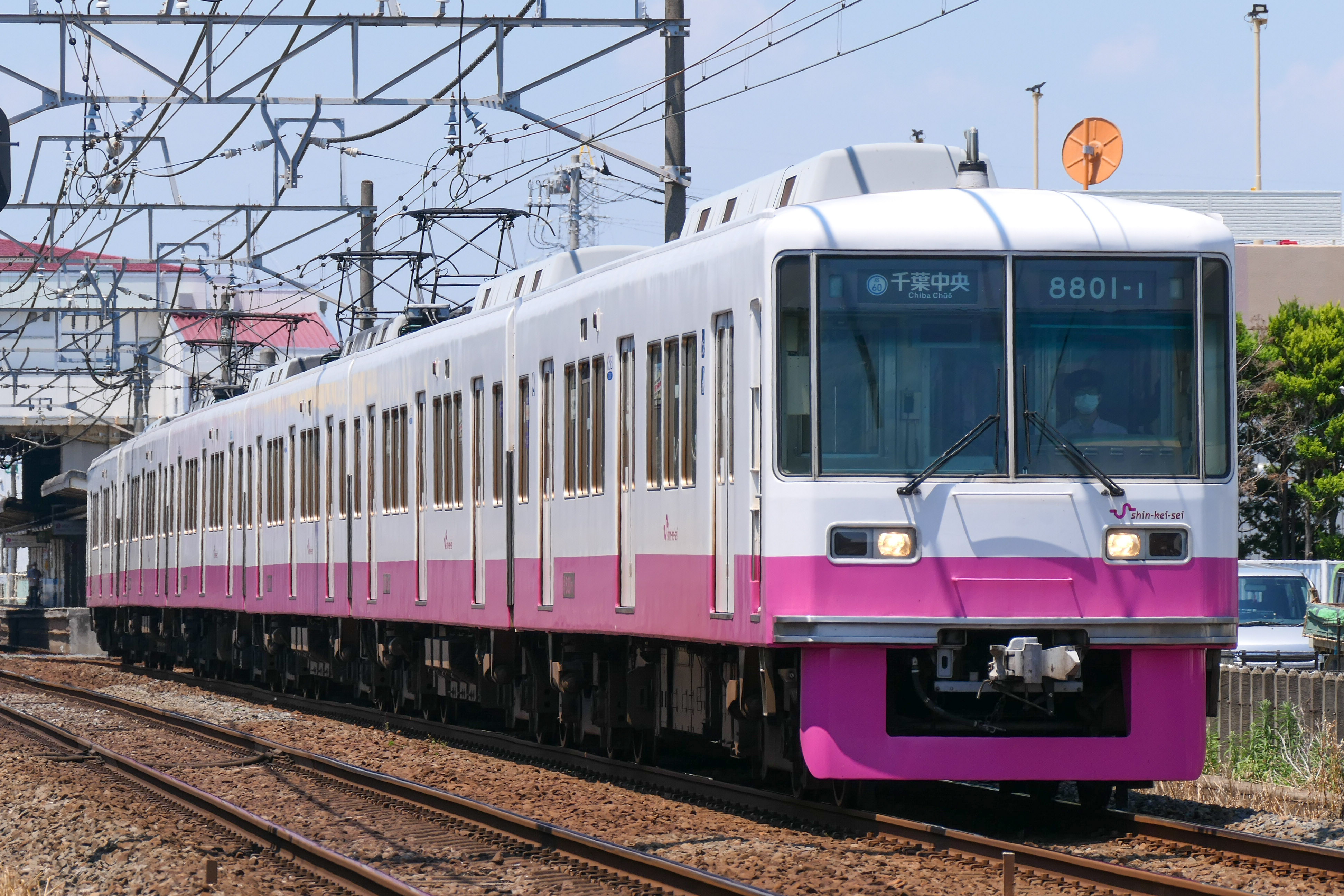
6両編成化された8801編成（2021年6月）
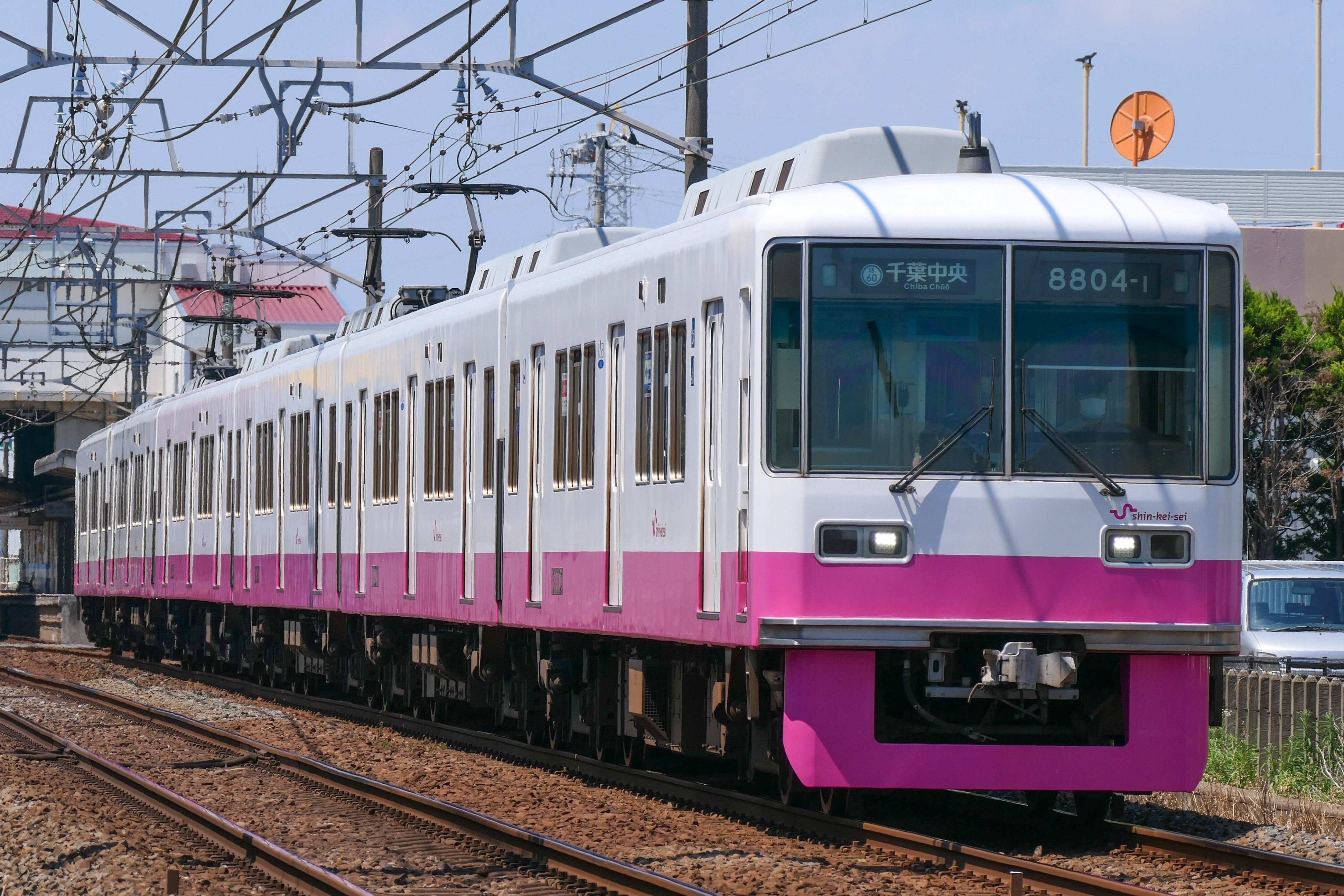
8804編成。先頭車化改造工事が施行された編成は、当初より前面窓下の手すりを装備していない。（2021年6月）

### リニューアル
2017年2月24日、8807編成が機器更新と内装をピンク基調にしたリニューアル車として登場した。今後、毎年1編成ずつリニューアルする予定。2018年3月には8810編成が施工され、パンタグラフがシングルアーム式に交換された。既存編成からの交換は初めてのことである。それ以外では車外にスピーカーが付き、前面と側面の行先表示が新京成では初めてフルカラー式となった。

### その他
- 8832（現・8807）編成では後のN800形で採用された速度センサレス制御採用試験を実施した。8808編成→8801編成・8848編成→8802編成・8872編成→8803編成は後述する6両編成化の際に改造された。のちに8804編成も改造された。
- 8801編成・8815編成にはレール塗油装置が設置されている（いずれも8両編成時代の8808編成・8896編成の時に設置）。
- 2008年からドア付近に吊り手を増設（枕木のパイプは新設）、座席付近にはスタンションポールの設置がされている。8800形において、この設置は2015年8月に出場した8814編成をもって完了した。同様の改造は8000形8518編成・8900形にも施工されている（8813編成は改造前の8880編成のときに施工）。また、全編成にN800形・8900形に準じた電子警笛が取り付けられた（8900形・N800形の電子警笛は新造時から装備。8811編成は改造前の8864編成のときに設置）。その他8801・8806・8815編成は前面の電球式ライトをLED式ライトに改造を行っている（8815編成は8896編成から改造されるときに設置された）。なお8801・8815編成と8806編成で形状が異なり、8806・8815編成のLEDライトは後に電球式に戻され、8803・8808編成も8801編成と同様のLEDライトに改造された。
- 客用扉の劣化が激しいことから側扉の交換を一部箇所で行っている。変更点は支持金具の平面化と化粧板の光沢化・Hゴムの黒色化などで、更に2008年以降の8832（現・8807）編成を皮切りにステンレス製（車外側は塗装）に交換され、室内側はステンレス無塗装となっている。

## ラッピング車両
以下の日程で本形式が、沿線のスポーツチームのラッピングを施されて運行されている。
千葉ジェッツふなばし
- 2012年10月3日 - 12月下旬[12][13]
- 2017年9月27日 - 2018年3月下旬[14]※以上は8801編成
- 2018年10月3日[注 3] - 2019年4月22日[16][17][18]※8804編成
- 2021年10月15日 - 2022年4月下旬※8802編成
- 2022年9月30日　- 2023年4月末[19]※N848編成

千葉ロッテマリーンズ
- 2013年3月28日 - 5月末[20]※8801編成
- 2015年3月25日 - 9月30日[21][22]※8803編成
- 2017年3月29日 - 9月末[23]※8812編成
- 2018年3月22日 - 9月末[24]※8811編成
- 2019年3月28日 - 9月末[25]※8803編成
- 2020年5月29日- 11月末[26][27]※8812編成
- 2021年5月3日- 12月21日[28][29]※8816編成
- 2022年3月28日- 10月末[30]※8804編成

2016年10月8日から2017年3月末まで8816編成が、創立70周年を記念した「今昔ギャラリートレイン」として運行された。
2017年7月1日から2018年1月16日まで8816編成が、開業70周年と「ふなっしー」地上降臨5周年を記念したコラボレーションラッピング車両「ふなっしートレイン」として運行された。
2018年11月26日から2019年3月22日まで8803編成が、「ドラゴンボール超 ブロリー電車」として運行された。
2019年12月20日から2020年2月末まで8808編成が『アナと雪の女王2』のラッピング車両として運行された。
2020年9月16日から12月15日まで8814編成が、「新京成ドリームトレイン」として運行された。
2021年1月13日から1年間の予定で8806編成が、京葉ガスのラッピング広告車として運行されている。
2021年7月5日から8804編成がN800形N848編成とともに「新京成ピンクリボントレイン」として運行されている。
2021年10月31日から2022年2月4日まで8808編成が、「新京成ドリームトレイン」として運行された。
2022年4月21日から2023年3月末までの予定で8814編成が「ふなっしー」地上降臨10周年を記念したコラボレーションラッピング車両「ふなっしートレイン」として運行されている。
2022年10月11日から8813編成がホテルフローラ船橋のキャラクター「はっぴっぴ」と「さっぽっぽ」が描かれたラッピング車両「はぴさぽトレイン」として運行されている。
2022年11月2日から2023年1月末まで8802編成が、「新京成ドリームトレイン」として運行された。
2023年5月22日から8月末までの予定で8803編成が、千葉テレビ放送『高校野球ダイジェスト』（第105回全国高等学校野球選手権千葉大会）とのコラボレーションによるラッピング車両「夏の高校野球千葉大会応援トレイン」として運行されている。
2023年6月30日から1年間の予定で8809編成が、松戸市のご当地VTuber「戸定梨香」と松戸市応援キャラクターの「ばけごろう」とのコラボレーションによる松戸市をPRしたラッピング車両が運行されている。

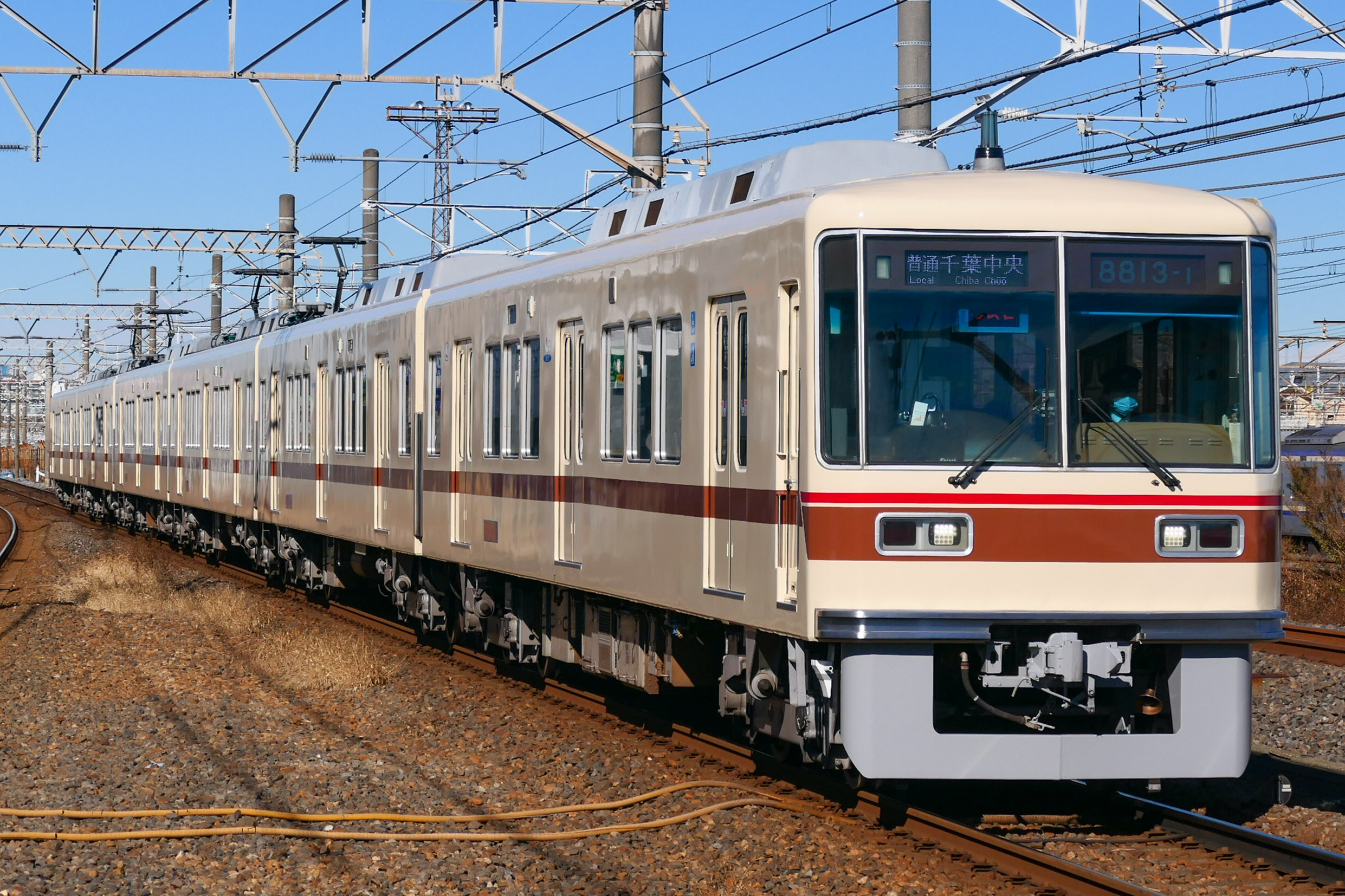
導入当時の塗装に復刻された8813編成（2025年1月 京成幕張本郷駅）

2024年9月24日より、8808編成を京成千葉線乗り入れ開始当時の配色を再現した塗装へ変更し運行されている。
また、2024年11月18日より、8813編成が1986年の導入当時の姿を再現した塗装へ変更され運行している。

## 編成表

### 当初
全車両日本車輌製造が新造。
|        | ← 松戸京成津田沼 → |                 |                 |                 |                 |                 |                 |                  |            |
| 号車   | 8                  | 7               | 6               | 5               | 4               | 3               | 2               | 1                | 導入時期   |
| パンタ |                    | ◇ ◇             |                 |                 |                 | ◇ ◇             |                 |                  | 導入時期   |
| 形式   | クハ8800形 (Tc2)   | モハ8800形 (M2) | モハ8800形 (M1) | サハ8800形 (T2) | サハ8800形 (T1) | モハ8800形 (M2) | モハ8800形 (M1) | クハ8800形 (Tc1) | 導入時期   |
| 機器   | BATT               | VVVF            | VVVF            | CP・SIV         | CP・SIV         | VVVF            | VVVF            | BATT             | 導入時期   |
| 編成   | 8808               | 8807            | 8806            | 8805            | 8804            | 8803            | 8802            | 8801             | 1986年2月  |
| 編成   | 8816               | 8815            | 8814            | 8813            | 8812            | 8811            | 8810            | 8809             | 1987年2月  |
| 編成   | 8824               | 8823            | 8822            | 8821            | 8820            | 8819            | 8818            | 8817             | 1987年3月  |
| 編成   | 8832               | 8831            | 8830            | 8829            | 8828            | 8827            | 8826            | 8825             | 1987年7月  |
| 編成   | 8840               | 8839            | 8838            | 8837            | 8836            | 8835            | 8834            | 8833             | 1987年12月 |
| 編成   | 8848               | 8847            | 8846            | 8845            | 8844            | 8843            | 8842            | 8841             | 1988年3月  |
| 編成   | 8856               | 8855            | 8854            | 8853            | 8852            | 8851            | 8850            | 8849             | 1988年10月 |
| 編成   | 8864               | 8863            | 8862            | 8861            | 8860            | 8859            | 8858            | 8857             | 1989年3月  |
| 編成   | 8872               | 8871            | 8870            | 8869            | 8868            | 8867            | 8866            | 8865             | 1989年11月 |
| 編成   | 8880               | 8879            | 8878            | 8877            | 8876            | 8875            | 8874            | 8873             | 1990年3月  |
| 編成   | 8888               | 8887            | 8886            | 8885            | 8884            | 8883            | 8882            | 8881             | 1990年6月  |
| 編成   | 8896               | 8895            | 8894            | 8893            | 8892            | 8891            | 8890            | 8889             | 1991年3月  |

- VVVF：主制御器（VVVFインバータ）
- ◇：パンタグラフ
- MG：電動発電機
- CP：空気圧縮機
- BATT：蓄電池

### 改造後
|        | ← 松戸京成津田沼・千葉中央 → |                  |                  |                   |                   |                    |            |                   |              |                                     |                   |                                        |
| 号車   | 6                            | 5                | 4                | 3                 | 2                 | 1                  | 6両化      | シングル アーム化 | リニューアル | ヘッドマークステー (車体前面手すり) | 運用終了 （廃車） | 備考                                   |
| パンタ |                              | ◇ ◇ または ＜ ＞ |                  | ◇ ◇ または ＜ ＞  |                   |                    | 6両化      | シングル アーム化 | リニューアル | ヘッドマークステー (車体前面手すり) | 運用終了 （廃車） | 備考                                   |
| 形式   | クハ8800-6形 (Tc2)           | モハ8800-5形 (M) | サハ8800-4形 (T) | モハ8800-3形 (M2) | モハ8800-2形 (M1) | クハ8800-1形 (Tc1) | 6両化      | シングル アーム化 | リニューアル | ヘッドマークステー (車体前面手すり) | 運用終了 （廃車） | 備考                                   |
| 機器   | CP・BATT                     | VVVF             | CP・SIV          | VVVF              | VVVF              | SIV・BATT          | 6両化      | シングル アーム化 | リニューアル | ヘッドマークステー (車体前面手すり) | 運用終了 （廃車） | 備考                                   |
| 編成   | 8801-6 (8808)                | 8801-5 (8807)    | 8801-4 (8805)    | 8801-3 (8803)     | 8801-2 (8802)     | 8801-1 (8801)      | 2006年11月 |                   |              | あり                                | 2022年11月17日    | 8800形廃車第一号                       |
| 編成   | 8802-6 (8848)                | 8802-5 (8847)    | 8802-4 (8845)    | 8802-3 (8843)     | 8802-2 (8842)     | 8802-1 (8841)      | 2007年2月  | 2019年8月         | 2019年8月    | なし                                |                   |                                        |
| 編成   | 8803-6 (8872)                | 8803-5 (8871)    | 8803-4 (8869)    | 8803-3 (8867)     | 8803-2 (8866)     | 8803-1 (8865)      | 2006年11月 | 2020年3月         | 2016年2月    | なし                                |                   |                                        |
| 編成   | 8804-6 (8804)                | 8804-5 (8806)    | 8804-4 (8844)    | 8804-3 (8870)     | 8804-2 (8846)     | 8804-1 (8868)      | 2007年3月  | 2007年3月         |              | なし                                | 2023年8月4日      |                                        |
| 編成   | 8805-6 (8816)                | 8805-5 (8815)    | 8805-4 (8813)    | 8805-3 (8811)     | 8805-2 (8810)     | 8805-1 (8809)      | 2011年8月  |                   |              | あり                                | 2024年3月22日     | 千葉線乗り入れ非対応                   |
| 編成   | 8806-6 (8824)                | 8806-5 (8823)    | 8806-4 (8821)    | 8806-3 (8819)     | 8806-2 (8818)     | 8806-1 (8817)      | 2011年9月  | 2025年1月         | 2025年1月    | あり                                |                   | 千葉線乗り入れ非対応                   |
| 編成   | 8807-6 (8832)                | 8807-5 (8831)    | 8807-4 (8829)    | 8807-3 (8827)     | 8807-2 (8826)     | 8807-1 (8825)      | 2011年11月 |                   | 2017年2月    | なし                                |                   | 京成カラー化第一号                     |
| 編成   | 8808-6 (8812)                | 8808-5 (8814)    | 8808-4 (8828)    | 8808-3 (8822)     | 8808-2 (8830)     | 8808-1 (8820)      | 2012年3月  | 2012年3月         |              | なし                                |                   | 京成千葉線直通色復刻塗装(2024年9月〜)  |
| 編成   | 8809-6 (8840)                | 8809-5 (8839)    | 8809-4 (8837)    | 8809-3 (8835)     | 8809-2 (8834)     | 8809-1 (8833)      | 2012年8月  |                   |              | あり                                |                   | 千葉線乗り入れ非対応                   |
| 編成   | 8810-6 (8856)                | 8810-5 (8855)    | 8810-4 (8853)    | 8810-3 (8851)     | 8810-2 (8850)     | 8810-1 (8849)      | 2012年10月 | 2018年2月         | 2018年2月    | なし                                |                   |                                        |
| 編成   | 8811-6 (8864)                | 8811-5 (8863)    | 8811-4 (8861)    | 8811-3 (8859)     | 8811-2 (8858)     | 8811-1 (8857)      | 2012年11月 |                   |              | あり                                |                   |                                        |
| 編成   | 8812-6 (8836)                | 8812-5 (8838)    | 8812-4 (8860)    | 8812-3 (8854)     | 8812-2 (8862)     | 8812-1 (8852)      | 2013年3月  | 2013年3月         | 2022年2月    | なし                                |                   |                                        |
| 編成   | 8813-6 (8880)                | 8813-5 (8879)    | 8813-4 (8877)    | 8813-3 (8875)     | 8813-2 (8874)     | 8813-1 (8873)      | 2013年7月  | 2020年11月        | 2020年11月   | なし                                |                   | 8800形オリジナル復刻塗装(2024年11月〜) |
| 編成   | 8814-6 (8888)                | 8814-5 (8887)    | 8814-4 (8885)    | 8814-3 (8883)     | 8814-2 (8882)     | 8814-1 (8881)      | 2013年9月  | 2023年9月         | 2023年9月    | なし                                |                   |                                        |
| 編成   | 8815-6 (8896)                | 8815-5 (8895)    | 8815-4 (8893)    | 8815-3 (8891)     | 8815-2 (8890)     | 8815-1 (8889)      | 2013年11月 |                   | 2022年11月   | あり                                |                   |                                        |
| 編成   | 8816-6 (8876)                | 8816-5 (8878)    | 8816-4 (8892)    | 8816-3 (8886)     | 8816-2 (8894)     | 8816-1 (8884)      | 2014年2月  | 2014年2月         | 2018年9月    | なし                                |                   |                                        |

- VVVF：主制御器（VVVFインバータ）
- ◇：パンタグラフ
- ＜ ＞：シングルアームパンタグラフ
- MG：電動発電機
- CP：空気圧縮機
- BATT：蓄電池